# Фифти-Сикс
Фифти-Сикс (англ. Fifty-Six, с англ. — «Пятьдесят шесть») — город, расположенный в округе Стон (штат Арканзас, США) с населением в 163 человека по статистическим данным переписи 2000 года.

## География
По данным Бюро переписи населения США город Фифти-Сикс имеет общую площадь в 5,44 квадратных километров, водных ресурсов в черте населённого пункта не имеется.

## Демография
По данным переписи населения 2000 года в Фифти-Сикс проживало 163 человека, 51 семья, насчитывалось 71 домашнее хозяйство и 87 жилых домов. Средняя плотность населения составляла около 30,5 человека на один квадратный километр. Расовый состав города по данным переписи распределился следующим образом: 97,55 % белых, 2,45 % — коренных американцев.
Испаноговорящие составили 1,84 % от всех жителей города.
Из 71 домашних хозяйств в 25,4 % — воспитывали детей в возрасте до 18 лет, 64,8 % представляли собой совместно проживающие супружеские пары, в 7 % семей женщины проживали без мужей, 26,8 % не имели семей. 26,8 % от общего числа семей на момент переписи жили самостоятельно, при этом 12,7 % составили одинокие пожилые люди в возрасте 65 лет и старше. Средний размер домашнего хозяйства составил 2,30 человек, а средний размер семьи — 2,69 человек.
Население города по возрастному диапазону по данным переписи 2000 года распределилось следующим образом: 19 % — жители младше 18 лет, 8,6 % — между 18 и 24 годами, 25,2 % — от 25 до 44 лет, 30,7 % — от 45 до 64 лет и 16,6 % — в возрасте 65 лет и старше. Средний возраст жителей составил 44 года. На каждые 100 женщин в Фифти-Сикс приходилось 96,4 мужчин, при этом на каждые сто женщин 18 лет и старше приходилось 91,3 мужчин также старше 18 лет.
Средний доход на одно домашнее хозяйство в городе составил 34 375 долларов США, а средний доход на одну семью — 35 750 долларов. При этом мужчины имели средний доход в 30 750 долларов США в год против 19 063 доллара среднегодового дохода у женщин. Доход на душу населения в городе составил 15 783 доллара в год. 11,8 % от всего числа семей в округе и 17,1 % от всей численности населения находилось на момент переписи населения за чертой бедности, при этом из них были моложе 18 лет и — в возрасте 65 лет и старше.

## Название
Название городка, Фифти-Сикс (англ. Fifty Six) в переводе с английского означает «пятьдесят шесть». После основания города в 1918 году местные жители дали новому поселению название Ньюкэмб (англ. Newcamb). Название не было одобрено федеральным правительством, и оно дало название городу по числовому номеру школьного округа, в состав которого входил Фифти-Сикс.